# جائزة ألمانيا الكبرى 2005
جائزة ألمانيا الكبرى 2005 (بالإنجليزية: 2005 German Grand Prix)‏ هو سباق فورمولا 1 أقيم بتاريخ 24 يوليو 2005 في حلبة هوكنهايم، ألمانيا. كان الثاني عشر من أصل 19 في بطولة العالم لسباقات الفورمولا واحد موسم 2005. حلّ الإسباني فرناندو ألونسو أولا بينما جاء الكولومبي خوان بابلو مونتويا في المركز الثاني وحصل على المركز الثالث البريطاني جنسن باتون.